# Contea di Gangu
La contea di Gangu (甘谷县S, Gāngǔ XiànP) è una contea della Cina, situata nella provincia del Gansu.